# Lista de vereadores de Araruama
Esta é a lista de vereadores de Araruama, município brasileiro do estado do Rio de Janeiro.
A Câmara Municipal de Araruama, é formada por dezessete representantes.

## Legislatura de 2021–2024
Estes são os vereadores eleitos nas eleições de 15 de novembro de 2020, pelo período de 1° de janeiro de 2021 a 31 de dezembro de 2024:
|    | Nome                                                                                           | Partido                                | Votos | %    | Observações |
| -- | ---------------------------------------------------------------------------------------------- | -------------------------------------- | ----- | ---- | ----------- |
| 1  | Roberta de Oliveira Nobre, Roberta Barreto (Araruama, 24.12.1982–)                             | Democratas (DEM)                       | 2.153 | 3,22 | 1º mandato  |
| 2  | Walmir de Oliveira Belchior, Amigo Walmir (Rio de Janeiro, 27.03.1960–)                        | Progressistas (PP)                     | 1.946 | 2,91 | 2º mandato  |
| 3  | Júlio César dos Santos Coutinho, Ver. Júlio César Coutinho (2021-2022) (Araruama, 16.07.1984–) | Partido Social Cristão (PSC)           | 1.846 | 2,76 | 2º mandato  |
| 4  | Maria da Penha Bernardes (Araruama, 04.11.1981–)                                               | Partido Liberal (PL)                   | 1.621 | 2,42 | 2º mandato  |
| 5  | Aridio Martins Vieira Filho, Aridinho (Rio de Janeiro, 29.05.1964–)                            | Democratas (DEM)                       | 1.608 | 2,40 | 2º mandato  |
| 6  | Nelson Luiz Siqueira Barbosa, Nelsinho do Som (Araruama, 30.10.1972–)                          | Partido Social Cristão (PSC)           | 1.411 | 2,11 | 2º mandato  |
| 7  | Thiago Moura Salim (Araruama, 12.05.1984–)                                                     | CIDADANIA                              | 1.391 | 2,08 | 1º mandato  |
| 8  | Márcio Ricardo de Oliveira Silva, Oliveira da Guarda (Araruama, 22.03.1970–)                   | Movimento Democrático Brasileiro (MDB) | 1.389 | 2,08 | 2º mandato  |
| 9  | Thiago Silva Pinheiro (Araruama, 11.04.1984–)                                                  | Partido Liberal (PL)                   | 1.367 | 2,04 | 1º mandato  |
| 10 | João Carlos de Deus, Carlinhos de Deus (Rio de Janeiro, 23.02.1969–)                           | Progressistas (PP)                     | 1.262 | 1,89 | 1º mandato  |
| 11 | José Magno Martins, Magno Dheco (Rio de Janeiro, 24.10.1972–)                                  | Progressistas (PP)                     | 1.146 | 1,71 | 2º mandato  |
| 12 | Carlos Alberto Siqueira da Silva, Carlos Russo (Rio Bonito, 07.07.1966–)                       | AVANTE                                 | 1.044 | 1,56 | 2º mandato  |
| 13 | Diego Fernandes da Silva, Diego de Ciraldo (Araruama, 29.04.1982–)                             | CIDADANIA                              | 994   | 1,49 | 1º mandato  |
| 14 | Elói Pereira Ramalho (Araruama, 12.11.1982–)                                                   | Partido Social Democrático (PSD)       | 972   | 1,45 | 1º mandato  |
| 15 | Luiz Antônio Bernardes, Luiz do Táxi (Mimoso do Sul, 04.07.1968–)                              | Partido Liberal (PL)                   | 929   | 1,39 | 1º mandato  |
| 16 | Sérgio Murilo Lourenço da Costa (Rio de Janeiro, 24.01.1963–)                                  | REPUBLICANOS                           | 876   | 1,31 | 1º mandato  |
| 17 | Raimundo Alberto de Souza, Sargento Raimundo (Hidrolândia, 12.02.1961–)                        | Partido dos Trabalhadores              | 453   | 0,68 | 1º mandato  |

## Legislatura de 2017–2020
Estes são os vereadores eleitos nas eleições de 2 de outubro de 2016, pelo período de 1° de janeiro de 2017 a 31 de dezembro de 2020:
|    | Nome                                                                                 | Partido                                            | Votos | %    | Observações |
| -- | ------------------------------------------------------------------------------------ | -------------------------------------------------- | ----- | ---- | ----------- |
| 1  | Walmir de Oliveira Belchior, Amigo Walmir (Araruama, 27.03.1960–)                    | Partido do Movimento Democrático Brasileiro (PMDB) | 3.335 | 4,94 | 1º mandato  |
| 2  | Maria da Penha Bernardes (2019-2020) (Araruama, 04.11.1981–)                         | Partido do Movimento Democrático Brasileiro (PMDB) | 1.963 | 2,91 | 1º mandato  |
| 3  | Ciraldo Fernandes da Silva (Araruama, 22.04.1962–)                                   | Democratas (DEM)                                   | 1.904 | 2,82 | 1º mandato  |
| 4  | Carlos Alberto Siqueira da Silva, Russo (2017-2018) (Rio Bonito, 07.07.1966–)        | Partido Popular Socialista (PPS)                   | 1.769 | 2,62 | 1º mandato  |
| 5  | Cláudio Norberto Gonçalves (Araruama, 24.02.1974–)                                   | Partido Trabalhista Brasileiro (PTB)               | 1.573 | 2,33 | 1º mandato  |
| 6  | Rone Rossy da Silveira Abreu (Araruama, 07.10.1970–)                                 | Partido Trabalhista do Brasil (PTdoB)              | 1.436 | 2,13 | 1º mandato  |
| 7  | Helenio Felizardo Bastos (Cabo Frio, 19.06.1975–)                                    | Partido Trabalhista Brasileiro (PTB)               | 1.290 | 1,91 | 1º mandato  |
| 8  | Júlio Cesar dos Santos Coutinho (Araruama, 16.07.1984–)                              | Partido Social Democrático (PSD)                   | 1.263 | 1,87 | 1º mandato  |
| 9  | Márcio Ricardo de Oliveira Silva (Araruama, 22.03.1970–)                             | Partido do Movimento Democrático Brasileiro (PMDB) | 1.225 | 1,81 | 1º mandato  |
| 10 | José Antonio Barroso Oliveira Batista, Zé Antonio da Agrijar (Araruama, 15.12.1983–) | Partido da Social Democracia Brasileira (PSDB)     | 1.218 | 1,80 | 1º mandato  |
| 11 | José Magno Martins, Magno Dheco (Rio de Janeiro, 24.10.1972–)                        | Partido Socialista Brasileiro (PSB)                | 1.206 | 1,78 | 1º mandato  |
| 12 | Aridio Martins Vieira Filho, Aridinho (Rio de Janeiro, 29.05.1964–)                  | Partido Social Democrático (PSD)                   | 1.184 | 1,75 | 1º mandato  |
| 13 | Paulo Roberto Corrêa Junior, Paulinho Corrêa Jr. (Araruama, 30.03.1984–)             | Partido Social Liberal (PSL)                       | 995   | 1,47 | 1º mandato  |
| 14 | Gabriel Vargas Santos (São Gonçalo, 31.07.1993–)                                     | Partido Democrático Trabalhista (PDT)              | 985   | 1,46 | 1º mandato  |
| 15 | Nelson Luiz Siqueira Barbosa, Nelsinho do Som (Araruama, 30.10.1972–)                | Partido da Mobilização Nacional (PMN)              | 913   | 1,35 | 1º mandato  |
| 16 | José Rodolfo Silva de Siqueira de Oliveira, Buda (Araruama, 25.10.1978–)             | Partido Social Democrata Cristão (PSDC)            | 881   | 1,30 | 1º mandato  |
| 17 | Valéria Cristina Tavares do Amaral, Professora Valéria (Rio de Janeiro, 04.12.1963–) | Partido Progressista (PP)                          | 738   | 1,09 | 1º mandato  |

## Legenda
| Cor  | Significado          |
| Bege | Presidente da Câmara |
| Azul | Suplente             |